# Aulonothroscus malkini
Aulonothroscus malkini is een keversoort uit de familie dwergkniptorren (Throscidae). De wetenschappelijke naam van de soort werd in 1972 gepubliceerd door Antonio Cobos Sánchez.